# Isabelle Facon
Isabelle Facon, née en 1969, est maître de conférences à l'École polytechnique, spécialiste des politiques de défense et de sécurité russes.

## Biographie
Isabelle Facon est née en 1969.

### Études
Elle fait ses études à l'université Paris-Sorbonne. Plus tard, elle soutient un doctorat en droit public et relations internationales le 27 février 2020 à l'université Paris II – Panthéon Assas sous la direction de Julian Fernandez et intitulé Le Facteur militaire dans la politique de sécurité de la Fédération de Russie à l'ère Poutine (2000-2019),.

### Recherche et enseignement
Isabelle Facon est Senior Associate Member du Saint Antony’s College à l’université d’Oxford, pendant un an.
Depuis 2003, elle enseigne à l’Institut catholique de Paris dans le cadre de trois masters (géopolitique de la Russie ; sécurité internationale ; organisations internationales de sécurité).
Elle devient en 2008, maître de conférences à l'École polytechnique (séminaire sur la géopolitique de l'Eurasie, département des humanités et sciences sociales). Maître de recherche à la Fondation pour la recherche stratégique (en) depuis 2007,.

## Publications

### Articles
- Isabelle Facon, « Emmanuel Macron cherche l'« apaisement avec la Russie » : tribune », Le Monde,‎ 23 mai 2018 (lire en ligne)
- Isabelle Facon, « Pékin et Moscou, complices mais pas alliés », Le Monde diplomatique,‎ août 2018 (lire en ligne)
- Isabelle Facon, « Il y a en Russie cette idée ancrée dans l’histoire que le pays est soumis à une menace qui vient d’un peu partout », Tel Quel,‎ 17 février 2022 (lire en ligne)

### Ouvrages
- Isabelle Facon, La Nouvelle Armée russe, L'inventaire, coll. « Les Carnets de l'Observatoire », février 2021, 128 p. (ISBN 9782355970443, présentation en ligne).
- Anne de Tinguy (dir.), Vladimir Baranovsky, Isabelle Facon et Anaïs Marin, Moscou et le monde : L'ambition de la grandeur : une illusion ?, Autrement, coll. « CERI/Autrement », février 2008, 224 p. (ISBN 9782746710740, présentation en ligne).